# Episodi di Don Matteo (quinta stagione)

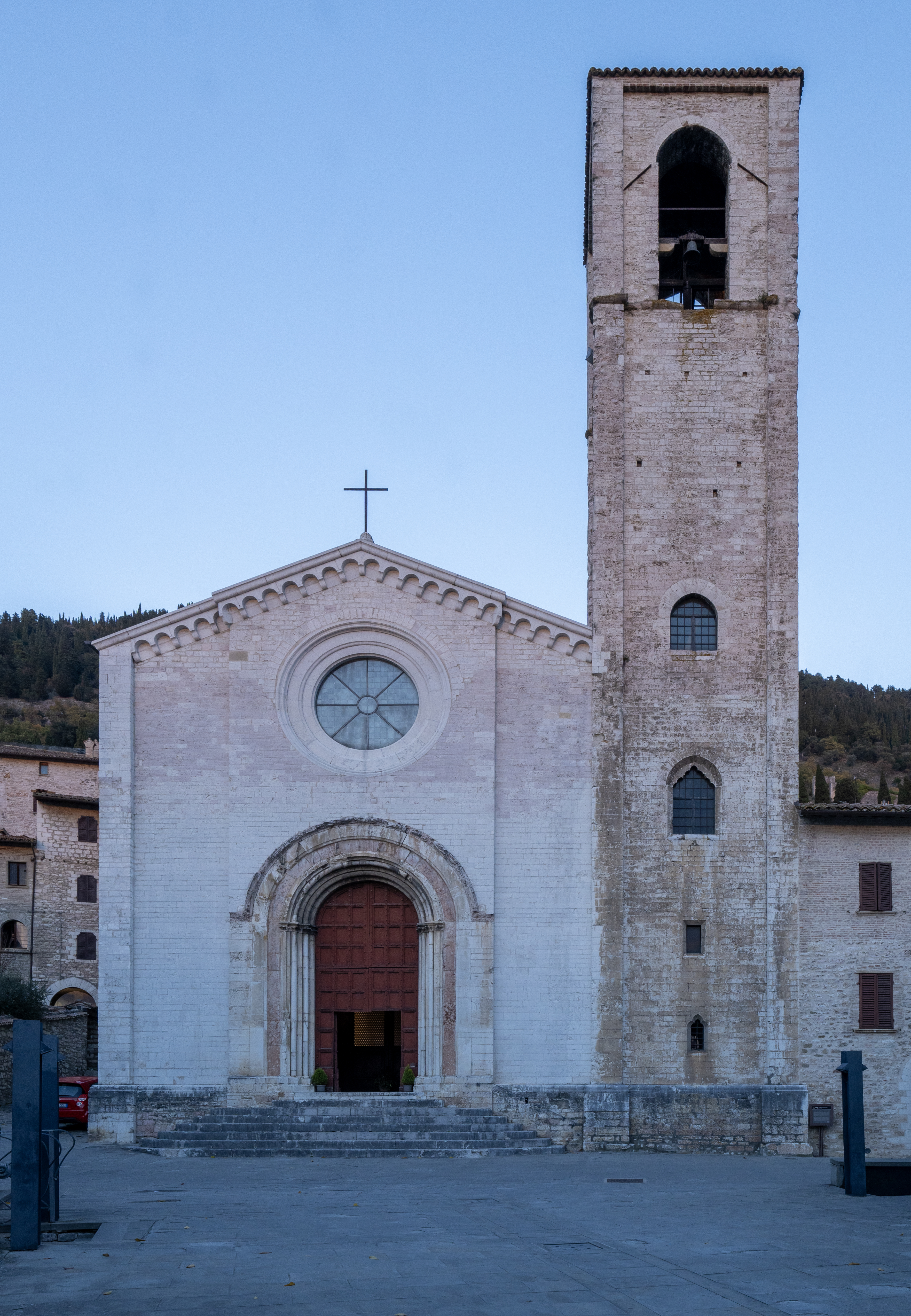
La chiesa di San Giovanni, l'esterno viene usato come chiesa di don Matteo dalla prima all'ottava stagione.

La quinta stagione della serie televisiva italiana Don Matteo, dal titolo Don Matteo 5, è andata in onda in prima visione TV in prima serata su Rai 1, a partire dal 1º febbraio 2006 fino al 27 aprile 2006.
Le serate sono introdotte da dei brevi filmati intitolati I gialli del Maresciallo C, in cui il maresciallo Cecchini cerca, maldestramente, di scrivere un libro giallo.
Questa quinta serie è l'unica ad avere due spezzoni girati (massimo 5 minuti) non facenti parte degli episodi veri e propri e, nonostante le frequenti repliche della fiction, entrambi vengono trasmessi saltuariamente: uno, alla fine del 19º episodio intitolato Una giornata spartiacque, dove il capitano Anceschi è alle prese con tutti i suoi amici che hanno dimenticato questa importante giornata; l'altro è alla fine dell'ultimo episodio, dove vediamo il maresciallo Cecchini giocare a scacchi con il capitano Anceschi che purtroppo, come giocatore, non è all'altezza: Cecchini, infatti, rimpiange le belle giocate fatte con Don Matteo, partito poco prima per l'Amazzonia.
Il cast della stagione precedente è confermato ad eccezione di Camilla (Sara Santostasi) e dell’appuntato Linetti (Andrea Cereatti), sostituiti rispettivamente da Tommaso (Steven Manetto) e dal rientrante brigadiere Ghisoni (Pietro Pulcini).
| nº | Titolo                    | Prima TV Italia  |
| -- | ------------------------- | ---------------- |
| 1  | I conti col passato       | 1º febbraio 2006 |
| 2  | Tarocchi di sangue        | 1º febbraio 2006 |
| 3  | Al chiaro di luna         | 2 febbraio 2006  |
| 4  | Falso d'autore            | 2 febbraio 2006  |
| 5  | Ultimo enigma             | 9 febbraio 2006  |
| 6  | Turista inglese           | 9 febbraio 2006  |
| 7  | Legittima difesa          | 16 febbraio 2006 |
| 8  | La forza del sorriso      | 16 febbraio 2006 |
| 9  | Ultima preda              | 23 febbraio 2006 |
| 10 | Una domenica tranquilla   | 23 febbraio 2006 |
| 11 | Errore umano              | 9 marzo 2006     |
| 12 | Sogno spezzato            | 9 marzo 2006     |
| 13 | Il ballo delle debuttanti | 16 marzo 2006    |
| 14 | Acque avvelenate          | 16 marzo 2006    |
| 15 | Caduta dal cielo          | 23 marzo 2006    |
| 16 | Sogni e bisogni           | 23 marzo 2006    |
| 17 | Vuoto di memoria          | 30 marzo 2006    |
| 18 | Panni sporchi             | 30 marzo 2006    |
| 19 | Arabesque                 | 6 aprile 2006    |
| 20 | Cavallo vincente          | 13 aprile 2006   |
| 21 | Giudizio universale       | 13 aprile 2006   |
| 22 | Le elezioni del cuore     | 20 aprile 2006   |
| 23 | La posta in gioco         | 20 aprile 2006   |
| 24 | Falsa partenza            | 27 aprile 2006   |

## I conti col passato
- Diretto da: Elisabetta Marchetti
- Scritto da: Carlo Mazzotta e Vinicio Canton

### Trama
Una scrittrice arrivata in città per presentare il suo ultimo lavoro viene uccisa nella sua abitazione che ospita giovani letterati. Uno di questi è sospettato dell'omicidio perché si pensa che la donna gli abbia rubato l'idea. Intanto Don Matteo accoglie nella sua canonica il piccolo Tommaso.
- Altri interpreti: Giovanni Vettorazzo (Enrico Valli), Daniela Stanga (Nadia Miccoli), Simona Mariani (Marta Bersani Green), Maria Cecilia Cinardi (Virginia Bersani/Emma Miccoli), Bruno Andrea Savelli (Ludovico Martoni), Patrizio Rispo (Alfredo Miccoli), Nobert Erik Gierut (Arthur Micaelsmilzon)

## Tarocchi di sangue
- Diretto da: Giulio Base
- Scritto da: Cecilia Calvi

### Trama
Doppio caso per i Carabinieri di Gubbio. Il direttore della banca locale scompare, con i risparmi di tanti compaesani, e una nota cartomante viene uccisa in circostanze misteriose. Don Matteo indaga per scoprire che cosa sia successo.
- Altri interpreti: Danny Quinn (Edoardo Di Leo), Francesca Romana Succi (Siria Colnaghi), Elisabetta Carta (Anna Barra), Pippo Montalbano (Orazio), Mirella Falco (Maria), Paolo Bonetti (Egidio Barra), Enzo Marcelli (Enzo)

## Al chiaro di luna
- Diretto da: Elisabetta Marchetti
- Scritto da: Mauro Graiani

### Trama
Una donna viene trovata in fin di vita nei camerini del teatro durante un concerto di musica classica. Tutti gli occhi sono puntati su un musicista che in passato aveva avuto una relazione sentimentale con la donna. Intanto Cecchini si esercita per partecipare a un quiz musicale in TV.
- Guest star: Renzo Arbore (Antonio Russo)
- Altri interpreti: Elena Arvigo (Erica Rossi), Simona Caparrini (Clelia Bassi), Alessandro Demcenko (Pietro Cordari), Marzia Dal Fabbro (Elena Visconti), Massimo Sarchielli (Adelmo Tirelli), Gino Lavagetto (Amedeo Cordari), Valeria Sabel (Marisa)

## Falso d'autore
- Diretto da: Giulio Base
- Scritto da: Mariella Sellitti

### Trama
Il furto di un quadro impressionista di grande valore fa sospettare una truffa ai danni dell'assicurazione escogitata dal proprietario dell'opera, che versa in gravi condizioni finanziarie. Nel frattempo, Laura e Anceschi sembrano attraversare un periodo di crisi.
- Altri interpreti: Alessandro Bertolucci (Tancredi di Ripabianca), Sabina Began (Elettra Linte), Sergio Guarino (Fausto Fusco), Paolo Arturo Paoloni (Alfredo), Piero Di Carlo (capitano Enrico Fassi), Miriam Candurro (Lea Reni)

## Ultimo enigma
- Diretto da: Giulio Base
- Scritto da: Mauro Graiani

### Trama
Il professor Quistelli, enigmista molto noto in città, viene trovato morto sulla sua carrozzella. L'uomo era malato da tempo e si sospetta che la sua infermiera abbia praticato l'eutanasia. La donna inoltre era stata in passato legata sentimentalmente al capitano Anceschi, che si trova in una difficile situazione.
- Altri interpreti: Sabrina Knaflitz (Clara Benzi), Fiammetta Baralla (Maria Laverozzi), Federico Torre (Marco), Carlo De Ruggieri (Antonio Quistelli), Mico Cundari (Nedo Quistelli), Matteo Giovannini (Flavio Benzi), Fiammetta Romoli (Armida)

## Turista inglese
- Diretto da: Elisabetta Marchetti
- Scritto da: Giuseppe Furno

### Trama
I Carabinieri sono impegnati nelle indagini sul ritrovamento nel lago di una macchina con targa inglese al cui interno c'è uno scheletro. Don Matteo invece è preso dalle sue personali indagini sulla scomparsa di un giardiniere, mentre Natalina va alla caccia dei ladri della sua auto.
- Altri interpreti: Marco Bonini (Marco Vernazza), Gordana Miletic (Carla Angarani), Barbara Blanc (Carolina Angarani), Andrea Sartoretti (Roberto Pioppi), Pino Ferrara (Francesco Verra)

## Legittima difesa
- Diretto da: Elisabetta Marchetti
- Scritto da: Alfredo Arciero

### Trama
Il proprietario di una gioielleria uccide un pregiudicato durante un tentativo di rapina al suo negozio. I Carabinieri sono costretti ad arrestare l'uomo, ma i colleghi commercianti protestano contro questa decisione. Sul caso farà luce Don Matteo. Intanto il maresciallo Cecchini è alle prese con la moglie Caterina che vuole chiedere il divorzio. La scena della rapina è stata girata a Frascati.
- Altri interpreti: Maria Pia Calzone (Margherita Perla), Veronica Gentili (Chiara Nardi), Ennio Coltorti (Renato Perla), Diego Guerra (Fausto Mancini)

## La forza del sorriso
- Diretto da: Elisabetta Marchetti
- Scritto da: Carlo Mazzotta

### Trama
Cecchini è in ferie e vuole decidere dove andare in vacanza. Una mattina investe, per errore, un bambino che viene quindi ricoverato in ospedale. Il Maresciallo per rimediare si trova a fare il "medico del sorriso" in corsia. Proprio all'ospedale una dottoressa viene spinta giù da un ballatoio e il principale indiziato è il padre del bambino investito dal maresciallo. Don Matteo indaga sul caso.
- Altri interpreti: Giuseppe Antignati (Nicola Banti), Michele Carfora (Luciano Gilessi), Antonella Laganà (Anna Gillesi), Rosangela Pagana (Viviana Banti), Damiana Villarello (Alice), Alessandra Celi (Carla Colangeli), Vincenzo Bocciarelli (Simone), Diego Sebastian Misasi (Francesco Banti)

## Ultima preda
- Diretto da: Giulio Base
- Scritto da: Francesco Arlanch

### Trama
Durante una battuta di caccia, un avvocato viene trovato senza vita nel bosco. I principali sospetti si concentrano sulla segretaria, che si pensa possa aver avuto una relazione segreta con l'uomo. Intanto Laura decide di sospendere l'attività di caccia, ma i cacciatori sono pronti a protestare. Don Matteo tiene un corso prematrimoniale con Cecchini e sua moglie.
- Altri interpreti: Cosimo Cinieri (Marco Dossi), Davide Lepore (Roberto), Gianluigi Pizzetti (Michele Govi), Simonetta Graziano (medico legale), Eleonora Di Miele (Gloria Pardi), Sara Sammartino (Sara Dossi), Roberto Pedicini (Bonetti)

## Una domenica tranquilla
- Diretto da: Elisabetta Marchetti
- Scritto da: Lea Tafuri e Luisa Cotta Ramosino

### Trama
Una domenica come tante, il capitano Anceschi si trova in una sala scommesse, camuffato per non farsi riconoscere. A un certo punto arriva Natalina, che lo riconosce: lui nega, ma qualcun altro di nascosto ha capito che vuole nascondersi e all'uscita li rapisce. Poco dopo, viene ritrovata la Mazda 6 blu di Anceschi bruciata, il che fa pensare che qualcuno ce l'abbia con lui. Don Matteo, Cecchini, Laura e gli altri sono preoccupatissimi, ma alla fine riusciranno a far luce sul caso e a liberare gli amici.
- Altri interpreti: Valentina Holtkamp (Ilaria Zampa), Alberto Gimignani (Vanni Soriano detto "lo Svizzero"), Bruno Corazzari (Colonnello Nepoti), Emiliana Franzone (Margherita Nepoti), Oreste Rotundo (Giuseppe Marra), Florigio Lista (uomo all'ippodromo), Roberto Leo (Filippo Nepoti), Federico Fazioli (direttore dell'ippodromo), Germano Giordanengo (collaboratore del direttore dell'ippodromo), Ferdinando Maddaloni (socio de lo Svizzero), Marco Massari (capitano dei carabinieri di Perugia)
- Nota. L'episodio Una domenica tranquilla è nato da un'idea di Luca Bernabei, il produttore della fiction.

## Errore umano
- Diretto da: Giulio Base
- Scritto da: Carlo Mazzotta

### Trama
Un vecchio amico di Don Matteo, un ragazzo di strada, è da poco arrivato a Gubbio per andare a lavorare in una fabbrica che è gestita da ex-detenuti. Pochi giorni dopo, tuttavia, il direttore della fabbrica viene trovato ucciso. Don Matteo cerca di far chiarezza sulla situazione. Intanto i Carabinieri devono prepararsi per una partita di calcio contro la Polizia; il capitano Anceschi è molto euforico ma gli altri non vogliono che giochi in quanto li fa sempre perdere.
- Altri interpreti: Federica Marrodi (Clarissa Rasotti), Jack Queralt (José Molina), Loris Loddi (Sergio Parri), Marco Siciliano (Emilio Grandi), Eric Bassanesi (Claudio Marini)

## Sogno spezzato
- Diretto da: Elisabetta Marchetti
- Scritto da: Mauro Graiani e Lisetta Renzi

### Trama
L'Amministratore Delegato di un'azienda produttrice di ceramiche viene ucciso. Si pensa che il colpevole sia il socio in affari, visto che poco prima i due sono stati protagonisti di un violento litigio. Intanto, Anceschi e Laura devono affrontare le rispettive suocere. 
- Altri interpreti: Ginevra Colonna (Valentina Vannucci), Alessandra Acciai (Anna Carlini), Gianna Giachetti (Maria Anceschi), Maurizio Amigoni (Giuseppe Nannarelli), Renato Raimo (Alberto Trevisan), Antonio Covatta (Giuseppe Cena), Paola Quattrini (Lucilla Respighi), Enzo Marcelli (Enzo)
- Nota. Mentre il maresciallo Cecchini sta cercando informazioni da un carrozziere, in sottofondo si sente Voglio adesso dei Crysis, brano già ascoltato nell'episodio Delitto in diretta della quarta stagione.

## Il ballo delle debuttanti
- Diretto da: Elisabetta Marchetti
- Scritto da: Mariella Sellitti

### Trama
Durante i preparativi del ballo delle debuttanti di Gubbio, una sarta viene uccisa. I Carabinieri pensano sia stata la madre di una delle ragazze partecipanti, che era stata sorpresa mentre rubava. Nel frattempo in caserma tutti cercano di imparare a ballare grazie al maestro Cecchini.
- Altri interpreti: Iris Peynado (Carole Robertson), Enrica Maria Modugno (Elsa Brazzi), Stefano Sabelli (Sergio Botti), Esther Elisha (Luna Robertson), Pier Paola Bucchi (suor Letizia), Susanna Forgione (Iris Nardi), Jay Natelle (Henry Robertson), Alessandra Mastronardi (figlia di Vanessa Passani), Martina Merlino (Debbie Brazzi), Simonetta Graziano (medico legale), Alessandra Casella (Vanessa Passani), Anna Maria Orso (Didi Brazzi)

## Acque avvelenate
- Diretto da: Giulio Base
- Scritto da:

### Trama
Cecchini decide di mettersi a dieta per riuscire a entrare nell'alta uniforme del matrimonio, in occasione del 25º anniversario di matrimonio. Tuttavia, proprio in questa circostanza, il Maresciallo è vittima di un terrorista che contamina con l'arsenico le bottiglie di acqua naturale Basia dei supermercati. Qualche giorno dopo il commendator Basia, proprietario dell'omonima acqua, viene ritrovato morto avvelenato da una bottiglia contaminata con dell'arsenico. Si scoprirà, però, che l'avvelenatore del commendator Basia, non è lo stesso che avvelena le bottiglie dei supermercati.
- Altri interpreti: Pietro De Silva (Nicola Pavese), Alessia Cardella (Pia Campisi), Kasia Zurakowska (Irina), Roberto Negri (Bruno Campisi), Pierluigi Corallo (Mario), Susanna Smit (Gioia Sala), Ciro Capano (Franco Basia)

## Caduta dal cielo
- Diretto da: Carmine Elia
- Scritto da: Lea Tafuri

### Trama
Don Matteo ritrova una neonata abbandonata e in fin di vita. Dopo essere riuscito a salvarle la vita, il parroco cerca di scoprire chi abbia abbandonato la propria figlia e sospetta si tratti di una donna rumena che non aveva le possibilità di mantenerla. Intanto per il maresciallo si avvicina la promozione ma Ghisoni gli dice che se sarà promosso verrà trasferito a Cuneo. Allora il maresciallo decide di fare di tutto per non ricevere la promozione.
- Altri interpreti: Lavinia Guglielman (Loredana Garbi), Tiziana Lodato (Teresa Boscolo), Laura Pestellini (Dora Saturnino), Michela Cadel (Cecilia), Brigitte Christensen (Elena Georgiu), Alfio Sorbello (Alberto Rulli), Romina Caruana (Silvia Carminati), Vittorio Amandola (Pietro Garbi), Paolo Buglioni (Luigi Rulli)

## Sogni e bisogni
- Diretto da: Elisabetta Marchetti
- Scritto da:

### Trama
Cristina Tabacci, proprietaria di un'impresa edile viene trovata in fin di vita in uno dei suoi cantieri. Trovare il colpevole non è facile, visto che la donna aveva truffato molte persone in città. Nel frattempo Natalina decide di regalarsi un soggiorno in una beauty farm.
- Altri interpreti: Fabio Fulco (Osvaldo Dalbò), Eleonora Parlante (Cristina Tabacci), Nadia Accetti (Alessia Mella), Albano Bufalini (acquirente arrabbiato), Ivan Olivieri (professor Glauco Visintini), Ninni Bruschetta (Vittorio Mella)

## Vuoto di memoria
- Diretto da: Carmine Elia
- Scritto da:

### Trama
Il Capitano Anceschi viene trovato in fin di vita sulla riva di un fiume accanto al cadavere di un imprenditore che lavorava in un oleificio della zona. In seguito al trauma subito, il Capitano ha anche cambiato personalità. Don Matteo è impegnato nel difficile compito di risolvere il caso e aiutare l'amico a ritrovare se stesso.
- Altri interpreti: Gaia Graziani (Carla Ghinazzi), Gabriele Parrillo (Alessandro Pepe), Giulia Mombelli (Gioia Camieri), Mauro Marchese (Giacomo Costa), Michele Nani (Eugenio), Gino Cesaria (Giorgio Ghinazzi), Daniela Scarlatti (Elvia Cerchi), Andrea Lolli (Capitano Frazzi)

## Panni sporchi
- Diretto da: Elisabetta Marchetti
- Scritto da:

### Trama
Due giovani futuri sposi sono costretti a rivedere i loro piani, quando la zia della sposa viene trovata morta nella sua lavanderia, proprio la mattina in cui sono state fissate le nozze. Inoltre, la parrocchia è in fermento per via di tre frati ospiti e per Natalina che ha perso i suoi risparmi. Uno dei tre frati nasconde un pericoloso segreto.
- Altri interpreti: Emilio Bonucci (Saverio Leotti), Aisha Cerami (Sofia Cimatti), Carlo Marchetti (Jacopo), Raffaella D'Avella (Agnese Ralli), Roberto Citran (Frate Sergio Berti/Valerio Cassina), Roberto Bisacco (Mauro Cimatti)

## Arabesque
- Diretto da: Carmine Elia
- Scritto da: Mariella Sellitti

### Trama
Una giovane ballerina dal futuro promettente viene investita da un'automobile mentre si trova alla guida del suo motorino. I sospetti si concentrano su una sua amica che era invidiosa del suo successo. Intanto, Laura è costretta a tornare a ballare e prende lezioni da Natalina.
- Altri interpreti: Valentina D'Agostino (Chiara Nasi), Jennifer Iacono (Livia Chelli), Masha Sirago (madre di Livia), Tano Cimarosa (Carmelo Frasca), Vito Di Bella (Walter Balzani), Angela Melillo (Marina Farneti), Branko Tesanovic (Sebastian)

## Cavallo vincente
- Diretto da: Carmine Elia
- Scritto da:

### Trama
Ludovico Benatti, proprietario di un maneggio, viene ucciso all'interno di una stalla. L'omicidio sembra essere collegato anche al furto di un cavallo e, per questo motivo, viene sospettato un fantino che più volte aveva rivendicato la proprietà dell'animale. Intanto il capitano Anceschi e il maresciallo Cecchini devono imparare ad andare a cavallo per una sfilata a Roma e si affidano a Don Matteo. 
- Altri interpreti: Vincent Riotta (Giorgio Pacari), Paolo De Vita (Renzo Mariani), Pierpaolo Lovino (Antonio Sabio), Federica Bonani (Letizia Benatti), Cristina Gasperi (Giuliana Sabio), Massimiliano Virgilii (Ludovico Benatti)
- Nota. In questo episodio c'è un riferimento a un film di Terence Hill, Lo chiamavano Trinità...: quando Cecchini porta il capitano Anceschi al maneggio per imparare come andare a cavallo, si vede Don Matteo andare a cavallo. Non riconoscendolo Anceschi dice: "Sembra Trinità".

## Giudizio universale
- Diretto da: Elisabetta Marchetti
- Scritto da: Lea Tafuri

### Trama
Luciano Benvenuti, l'insegnante del liceo artistico di Gubbio, viene ucciso in una galleria d'arte. Si cerca di trovare il colpevole e il principale sospettato è il padre di un'alunna della vittima che aveva accusato il professore di plagiare proprio la figlia.
- Altri interpreti: Consuelo Ciatti (Nadia Foschi), Simonetta Graziano (medico legale), Benedetta Valanzano (Susanna Larini), Raffaele Castria (Luciano Benvenuti), Claudio Chico (Pietro Larini), Christian Iansante (Daniele Laudani), Serena Bonanno (Paola Benvenuti)

## Le elezioni del cuore
- Diretto da: Elisabetta Marchetti
- Scritto da:

### Trama
È in corso la campagna elettorale. Una giornalista viene trovata senza vita e le accuse ricadono su Giovanni Fiorentini, collaboratore di Laura, il sindaco in carica. Anceschi deve indagare sul caso ma rischia di danneggiare la sua compagna, proprio quando si era deciso a chiederle la mano.
- Altri interpreti: Maria Rosaria Omaggio (Alessia Autieri), Valentina Lainati (Cecilia Perri), Domenico Fortunato (Giovanni Onnino), Lorenzo Lavia (Claudio Autieri), Ruben Rigillo (Giovanni Fiorentini), Paola Quattrini (Lucilla Respighi), Emanuela Faraglia (Augusta Siani)

## La posta in gioco
- Diretto da: Elisabetta Marchetti
- Scritto da:

### Trama
Un metronotte viene ferito durante una rapina all'ufficio postale e versa in gravi condizioni. Le indagini dei Carabinieri cercano di scoprire chi abbia aiutato i criminali ad eludere i sistemi di sicurezza. Nel frattempo, Laura e Anceschi sono alle prese coi preparativi delle nozze. Alla fine il sindaco e il capitano si sposano.
- Altri interpreti: Gianna Giachetti (Maria Anceschi), Marzia Fontana (Luisa Silvestri), Gjergji Lala (Aione), Edoardo Sala (Alfredo Renzi), Massimo Spata (Arnaldo Silvestri), Kiara Tomaselli (Morena Canavale), Paola Quattrini (Lucilla Respighi), Enzo Marcelli (Enzo)

## Falsa partenza
- Diretto da: Elisabetta Marchetti
- Scritto da: Mauro Graiani

### Trama
Don Matteo si trova sul treno che lo sta portando lontano da Gubbio quando scopre che un barbone è stato pugnalato nel bagno. Dopo questo fattaccio Don Matteo scende e risolve il caso prima di partire. Il primo sospettato è un ultras, che aveva minacciato il barbone per via di una bella macchina fotografica che portava al collo. Intanto, Natalina rincontra un amico di gioventù. La serie si conclude con la risoluzione del caso, la partenza di Laura e Flavio in viaggio di nozze a Venezia e la partenza di Don Matteo per una missione in Amazzonia, che durerà tre anni.
- Questo episodio ha una durata di 75 minuti.
- Altri interpreti: Vincenzo Crocitti (Agenore), Claudio Ammendola (Andrea Marabini), Sal Borgese (Bernardo/Giacomo Giuliani), Valentina Chico (Norma Giuliani), Paolo Gasparini (Mario Agradi)